# Греми (Кварельский муниципалитет)
Греми (груз. გრემი) — село в Грузии. Находится в восточной Грузии, в Кварельском муниципалитете края Кахетия. Расположено в Алазанской долине, на высоте 480 метров над уровнем моря, в ущелье реки Инцоба, которая впадает в реку Алазани с левой стороны. От города Кварели располагается в 16 километрах. По результатам переписи 2014 года в селе проживало 791 человек. В Греми функционирует дом для инвалидов.

## Примечание
1. ↑  Административно-территориальные единицы Грузии Архивировано 19 сентября 2013 года.  (груз.)
2. ↑  Грузинская советская энциклопедия :  [груз.] : 12 ტ. / Гл. ред. И. В. Абашидзе. — Тбилиси : Гл. науч. ред. ГСЭ, 1978. — Т. 3. — С. 261.
3. ↑  მოსახლეობის საყოველთაო აღწერა 2014. საქართველოს სტატისტიკის ეროვნული სამსახური (ნოემბერი 2014). Дата обращения: 7 ნოემბერი, 2016. Архивировано 11 ноября 2020 года.